# 퍼시 잭슨
페르세우스 "퍼시" 잭슨(Perseus "Percy" Jackson)은 릭 라이어던의 《퍼시 잭슨과 올림포스의 신 시리즈》의 등장인물이자 후속편 《올림포스 영웅전 시리즈》의 주인공이다.
포세이돈과 샐리 잭슨의 아들로 반신반인(데미갓)이다.
첫 등장은 번개도둑이며 현재는 시즌3까지 나왔다